# کوبورگ (کنتاکی)
کوبورگ (به انگلیسی: Coburg) یک منطقهٔ مسکونی در ایالات متحده آمریکا است که در شهرستان ادیر، کنتاکی واقع شده‌است. کوبورگ ۲۲۵٫۸۶ متر بالاتر از سطح دریا واقع شده‌است.